# WikiHow
wikiHow là một trang web cộng đồng trực tuyến mang tính chất wiki, nó chứa một nền tảng dữ liệu rộng lớn về hướng dẫn cách làm mọi thứ. Được thành lập vào năm 2005 bởi doanh nhân Internet Jack Herrick, trang web này nhằm tạo ra các bài viết hướng dẫn cách làm hữu ích nhất thế giới, cho phép mọi người trên thế giới học cách làm bất cứ điều gì.
wikiHow là một tổ chức hỗn hợp, tức là một công ty hoạt động có lợi nhuận cho một sứ mệnh trong xã hội. wikiHow là một dự án nội dung mở và nguồn mở. Phần mềm MediaWiki đã sửa đổi được phát hành miễn phí và nội dung được phát hành theo giấy phép Creative Commons (BY-NC-SA).
Vào tháng 2 năm 2005, wikiHow có hơn 35,5 triệu lượt truy cập. Tính đến tháng 8 năm 2017, wikiHow chứa hơn 190.000 bài viết hướng dẫn miễn phí và hơn 1,6 triệu người dùng đã đăng ký. Vào ngày 11 tháng 4 năm 2010, một bài viết trên wikiHow có tiêu đề "Cách giảm cân nhanh" đạt 5 triệu lượt xem trang, lần đầu tiên của trang web này đạt được. "Cách chụp ảnh màn hình trong Microsoft Windows" là bài viết phổ biến nhất của trang web. Theo wikiHow, bốn em bé đã được sinh ra trong các tình huống khẩn cấp nhờ vào việc tham khảo hướng dẫn từ các bài viết trên wikiHow.

## Lịch sử
wikiHow được thành lập bởi Jack Herrick vào ngày 15 tháng 1 năm 2005, với mục tiêu tạo ra một trang web nội dung hướng dẫn cách làm rộng rãi với các hướng dẫn chính xác, cập nhật bằng nhiều ngôn ngữ. Ngày 15 tháng 1 được chủ ý lựa chọn là ngày ra mắt để tôn vinh Wikipedia, được ra mắt bốn năm trước đó vào ngày 15 tháng 1 năm 2001. Herrick đã lấy cảm hứng để bắt đầu wikiHow từ một trang web hướng dẫn mà anh và Josh Hannah đã mua trước đó vào năm 2004, eHow. Sau khi chạy eHow, Herrick đã kết luận rằng mô hình kinh doanh của eHow đã ngăn không cho nó trở thành hướng dẫn sử dụng rộng rãi, chất lượng cao mà anh ta muốn hướng tới. Herrick và Hannah đã bán eHow vào năm 2006, cho phép Herrick tập trung vào wikiHow toàn bộ thời gian.

## Hoạt động
wikiHow cung cấp các bài viết có nội dung hướng dẫn cách làm trực tuyến bằng cách cho phép mọi người chỉnh sửa các trang. Tính đến tháng 2 năm 2015, wikiHow có hơn 180.000 bài viết hướng dẫn cách làm. Hầu hết các bài viết hướng dẫn đều có định dạng tương tự với các bước, các mẹo, cảnh báo, danh sách những thứ bạn cần và được bổ sung bằng hình ảnh để giúp người đọc tìm hiểu cách hoàn thành nhiệm vụ.

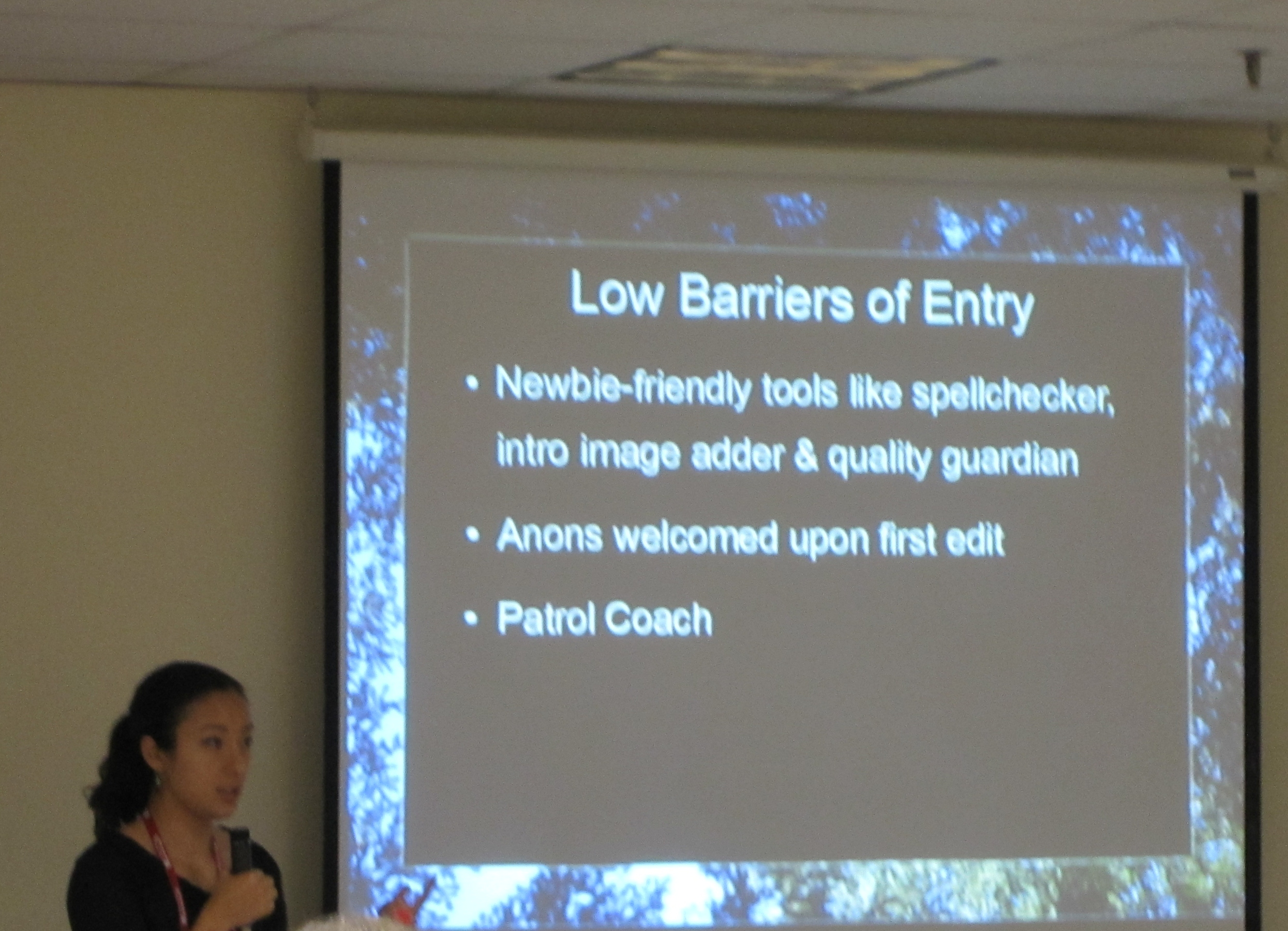
Hội thảo về phụ nữ trên wikiHow tại Wikimania 2012.

Trụ sở chính của wikiHow được đặt trong một căn nhà bình thường ở Palo Alto, California, được gọi là "wikiHaus". Đội ngũ nhân viên của wikiHow một nhóm nhân viên nhỏ từ chuyên ngành từ kỹ thuật đến tiếp thị và quản lý cộng đồng.

## Mô hình kinh doanh
Trong một chừng mực nào đó, chi phí khởi nghiệp của trang web được cung cấp từ việc bán eHow của Herrick. Hiện nay nó hoạt động nhờ vào tiền tài trợ từ quảng cáo trên các trang web của nó. Nó không thực sự cần phải tìm kiếm sự đóng góp của người dùng, và nó được điều hành như một "tổ chức hỗn hợp" - một "công ty vì lợi nhuận, tập trung vào việc tạo ra một lợi ích công cộng toàn cầu theo sứ mệnh của chúng tôi".

### Giấy phép
Nội dung của wikiHow được xuất bản theo giấy phép Creative Commons Attribution-NoncommerciaI-Share Alike 3.0 (by-nc-sa 3.0), có nghĩa là nội dung có thể được sửa đổi và tái sử dụng cho các mục đích phi thương mại miễn là các tác giả gốc của bài viết được ghi công và giấy phép không thay đổi đáng kể. Các tác giả giữ bản quyền đầy đủ cho nội dung của họ và có thể xuất bản nó ở nơi khác theo các giấy phép khác nhau. Họ cấp cho wikiHow một giấy phép không thể hủy ngang để sử dụng tài liệu cho bất kỳ mục đích nào.

### Quảng cáo
wikiHow cho phép người đọc kiểm soát xem liệu phần quảng cáo có được xuất hiện bên cạnh nội dung đang đọc hay không. Những người đã đăng ký tài khoản và đã đăng nhập sẽ không nhìn thấy quảng cáo trừ khi đó là nhà cung cấp video bên ngoài.
Vào tháng 11 năm 2014, wikiHow đã được thông báo là thành viên tham gia Google Contributor, một dịch vụ cho phép người dùng trang web quyên góp hàng tháng để hỗ trợ trang web yêu thích của họ và để không hiển thị quảng cáo.

## Đón nhận
wikiHow đã giành được nhiều giải thưởng, bao gồm Giải thưởng Webby vì Cộng đồng năm 2009 và giải thưởng Đồng sáng tạo trong cuộc thi Đổi mới mở, được tổ chức bởi The Guardian và Nesta, vào năm 2010. Ngoài ra, Mashable đã bầu chọn wikiHow giải nhì cho trang web wiki tốt nhất trong Giải thưởng trang web mở năm 2008. Vào tháng 10 năm 2018, Gizmodo đã đưa wikiHow vào danh sách "100 trang web định hình Internet như chúng ta biết", coi trang web này là "một tài nguyên hữu ích nhất quán". Gần đây, tạp chí Forbes đã công nhận wikiHow trong danh sách "Các công ty nhỏ tốt nhất năm 2019".
Một nhà báo của PBS đã tuyên bố rằng: " Ứng dụng wikiHow có một bộ bài viết tuyệt vời để giúp bạn trong mọi tình huống, từ việc giúp ai đó bị nghẹn đến xử lý các tình huống khẩn cấp về xe cộ, đến thảm họa tự nhiên." và báo The New York Times đã báo cáo: "Nhập một vài từ khóa chính về vấn đề vào trang Tìm kiếm của ứng dụng và hướng dẫn sẽ trả lại một số lời khuyên. Các trang thông tin của nó là rõ ràng và được đặt ra. Họ bắt đầu với một mô tả giới thiệu, sau đó đưa ra một danh sách các bước để làm theo. Ứng dụng hiển thị các công cụ và vật phẩm cần thiết, bao gồm các mẹo và cảnh báo." Lifehacker đã mô tả wikiHow là "trang web hướng dẫn tiện dụng." wikiHow đã được mô tả tích cực trong nhiều nguồn truyền thông khác, bao gồm cả những nguồn đa dạng như Inc. Magazine, Cosmopolitan, TechRepublic, Condé Nast Traveller, và  PC Magazine.